# Stazione di Villa Claudia
La stazione di Villa Claudia è una fermata ferroviaria impresenziata posta sulla linea Roma-Campoleone-Nettuno al servizio della località di Villa Claudia, frazione del comune di Anzio.

## Storia
La fermata di Villa Claudia venne attivata nel 1949.

## Movimento
La fermata di Villa Claudia è servita dai treni regionali della linea FL8.

## Servizi
- Bar, tabacchi
- Parcheggio auto all'esterno della stazione

## Interscambi
- autobus locali e regionali dalla stazione